# 陰摩羅鬼

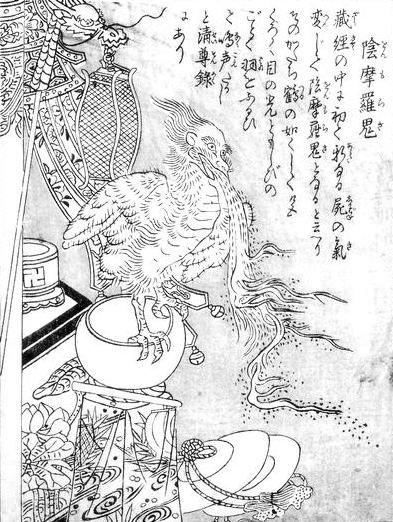
鳥山石燕『今昔畫圖續百鬼』「陰摩羅鬼」

陰摩羅鬼、陰魔羅鬼（おんもらき）是『大藏經』中記載，由新的屍體之氣變化的怪鳥。據說是由未受到充分供養的屍體變化而成，會出現在懈怠讀經的僧侶面前。

## 概要
根據鳥山石燕的畫集『今昔畫圖續百鬼』，怪鳥如鶴，色黑，目光如燈火，振翅鳴叫聲淒厲。
江戶時代的『太平百物語』記載，山城國（現・京都府）有一名為宅兵衛的男子，在寺中歇息，被呼叫自己的聲音吵醒。結果看見一隻怪鳥，受到驚嚇的宅兵衛逃出寺廟，從陰暗處窺伺，但怪鳥已消失。宅兵衛詢問寺廟長老，得知『大藏經』有云「新的屍體之氣會變化成陰摩羅鬼」，據說是最近寺內暫放的死人變化而成。

## 记载
《坚瓠秘集》大有奇书。郑州进士。崔嗣复预贡入都。距都城一舎。宿僧寺法堂。方睡。忽有声叱之者。嗣复惊起。视之。则一物如鹤。色苍黑。目烱焹如灯。鼓翅。大呼甚厉。嗣复皇恐避庑下。明日语僧。对曰。素无此怪。苐旬日前。有丛柩堂上者。恐是耳。嗣复至都下。为开宝寺一僧言之。僧曰。藏经有之。此新死尸气所变。号阴摩罗鬼。此事主硕侍郎所说。
《格致镜原》清尊録崔嗣復宿僧寺夜見一物如鶴色蒼黑目烱烱如燈鼓翅大呼甚厲嗣復皇恐僧曰藏經有之此新死屍氣所變號隂摩羅鬼

## 脚注
1. 1 2 3  村上健司編著 『妖怪事典』 毎日新聞社、2000年、91-92頁。ISBN 978-4-620-31428-0。
2. ↑  多田克己 『幻想世界の住人たち IV 日本編』 新紀元社、1990年、369頁。ISBN 978-4-9151-4644-2。

## 關連項目
- 陰摩羅鬼之瑕
- 日本妖怪列表
- 中国妖怪列表